# Toshiba TG01
TG01 – smartfon produkowany przez firmę Toshiba od drugiej połowy 2009 roku. Urządzenie wyposażone zostało w system operacyjny Windows Mobile firmy Microsoft w wersji 6.1 (od listopada 2009 wersja 6.5). Na rynku model zasłynął przede wszystkim tym, że jest to pierwsze na świecie urządzenie wyposażone w najszybszy wówczas procesor mobilny Qualcomm Snapdragon 1 GHz. Smartphone charakteryzuje się dużym dotykowym wyświetlaczem TFT o przekątnej 4,1 cala, dużymi rozmiarami (130x70 mm) oraz wyjątkowo cienką obudową (jedynie 9,9 mm). Cechą odróżniającą urządzenie od innych tego typu była dodana funkcja „Host USB”, pozwalająca na podłączenie urządzeń peryferyjnych opartych na standardzie USB (myszka, klawiatura, dysk zewnętrzny, pamięć flash, drukarka).
TG01 wyposażony został w szereg funkcji multimedialnych oraz ułatwiających używanie, między innymi: akcelerometr (autorski czujnik grawitacyjny Toshiby), aparat 3,2 MP z autofocusem, slot kart pamięci microSD, Bluetooth, Wi-Fi, gniazdo microUSB oraz inne funkcje wynikające z użycia platformy systemowej.
Smartphone sprzedawany był w Azji oraz Europie w wersji białej (Niemcy – sieć O2), czarnej (Hiszpania, Wielka Brytania, Rumunia, Włochy – sieć Orange) oraz srebrnej (Azja).
Dystrybucją Toshiby TG01 na terenie Polski zajmuje się polski oddział duńskiej firmy MILCOM.
Inne nazwy urządzenia:
Softbank dynapocket X02T,
Toshiba T01-A,
Toshiba Tsunagi.